# Observatoire océanologique de Banyuls-sur-Mer

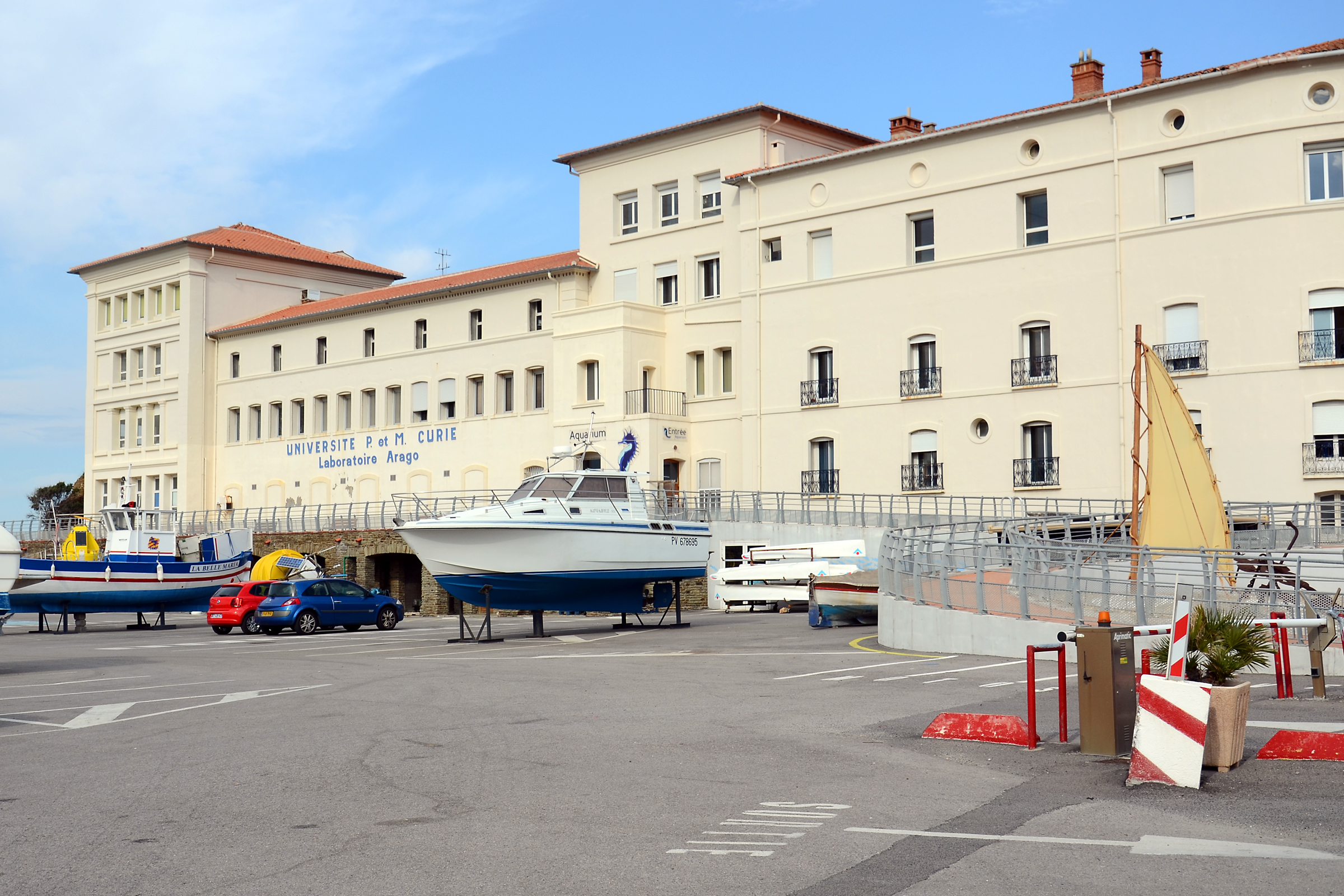
Observatoire océanologique de Banyuls-sur-Mer

Das Observatoire océanologique de Banyuls-sur-Mer – ehemals Laboratoire de Banyuls-sur-Mer oder Laboratoire de biologie marine de Banyuls-sur-Mer – ist eine französische Forschungsstation in Banyuls-sur-Mer im Département Pyrénées-Orientales in der Region Languedoc-Roussillon.

## Historisches
Die ersten marinen Stationen wurden in der zweiten Hälfte des 19. Jahrhunderts gebaut. Die Intention war, Meeresorganismen vor Ort durch Wissenschaftler in der Nähe ihres natürlichen Lebensraums zu studieren und sie nicht erst in weiter entfernt Laboratorien transportieren zu müssen. In den frühen 1880er Jahren und nach der Gründung der Marine-Station Roscoff (Station biologique de Roscoff) am Ärmelkanal durch den Zoologen Félix Joseph Henri de Lacaze-Duthiers (1821–1901) von der Sorbonne, entschied man sich, an der Mittelmeerküste eine zweite Station zu etablieren.
Diese felsige Küstenregion des Languedoc-Roussillon Rosselló ist geschichtlich betrachtet eine Comarca Nordkataloniens. Sie bot und bietet einer großen Vielzahl von Organismen Lebensraum (Biodiversität), so dass der Wissenschaftler Lacaze-Duthiers sich entschloss, in Banyuls-sur-Mer (auf Katalanisch Banyuls de la Marenda) ein weiteres Laboratorium zu bauen. Der Bau des Labors begann im Jahre 1881. Im Jahre 1882 öffnete das laboratoire  seine Pforten mit Forschungsplätzen, Büros, einer Bibliothek und einem Boot. Das öffentliche Aquarium wurde um 1884 bis 1885 eröffnet und die ersten Studenten kamen auch bald hinzu.
Seit seiner Gründung ist es eine der Hauptaufgaben des Labors und auch der künftigen Wissenschaftlergenerationen, die Unterwasserwelt Zug um Zug zu erforschen und auch die Öffentlichkeit dabei mit einzubeziehen. Das Labor ist auch Gastgeber für Wissenschaftler weltweit. In den frühen 1890er Jahren zog das Ansehen des Labors die Aufmerksamkeit des Prinzen Roland Bonaparte (1858–1924) (Botaniker, Geograph und Philanthrop) auf sich.

## Aktuelles
Heute heißt das Laboratoire de biologie marine de Banyuls-sur-Mer offiziell Observatoire océanologique de Banyuls sur mer, oft auch als Laboratoire Arago bezeichnet, und ist Teil der Université Pierre et Marie Curie (UPMC), des L'Institut national des sciences de l'Univers (INSU) und der Le Centre national de la recherche scientifique (CNRS) und Platz für Forschern und Studenten. Es sind im Wesentlichen vier Komplexe:
- Laboratoire d’Océanographie Microbienne (ozeanologische Mikrobiologie)
- Laboratoire d'Ecogéochimie des Environnements Benthiques; (Öko-Geochemie benthischer Habitate)
- Biologie Intégrative des Organismes Marins; (Ökologie mariner Systeme)
- Biocomplexité des Ecosystèmes Coraliens de l'Indo-Pacifiques; (Komplexität der Korallenriffe des Indo-Pazifik)
- l’Observatoire océanologique de Banyuls (Ozeanologie von Banyuls)

Im Juni 2010 wurde der Jardin mediterraneen du mas de la serre  eröffnet, ein kommerziell betriebener ca. 3 Hektar großer Naturpark auf dem Gelände des ehemaligen Forschungslabors Arago. Das Biodiversarium bietet Raum für die Kommunikation über die biologische Vielfalt und umfasst mit dem Garten und dem öffentlichen Aquarium mit einem Laboratorium zwei Aspekte. Die aktuelle postalische Anschrift lautet "Laboratoire Arago, 66650 Banyuls-sur-Mer, Frankreich".